# 8933 Kurobe
8933 Kurobe (1997 AU6) là một tiểu hành tinh vành đai chính được phát hiện ngày 6 tháng 1 năm 1997 bởi N. Sato ở Chichibu.